# ريك فان ستينبرجين
ريك فان ستينبرجين (مواليد 09 سبتمبر 1924 - الوفاة 15 مايو 2003) كان دراج بلجيكي في صنف سباق الدراجات على الطريق وعلى المضمار.

## سباقات أو مراحل فاز بها
- طواف فرنسا
- طواف إسبانيا
- طواف إيطاليا

## روابط خارجية
- ريك فان ستينبرجين على موقع أرشيف الدراجات (الإنجليزية)
- ريك فان ستينبرجين على موقع إحصائيات الدراجات الإحترافية (الإنجليزية)
- ريك فان ستينبرجين على موقع CycleBase (الإنجليزية)
- Official Tour de France results for Rik Van Steenbergen